# آنتونیو پریرا داسیلوا
آنتونیو پریرا داسیلوا ، (زاده ۲۵ مه ۱۹۵۷) یک داور بازنشسته فوتبال اهل برزیل است. او مسابقات فوتبال را در بازی‌های المپیک تابستانی ۱۹۹۶ در آتلانتا، ایالات متحده و کوپا آمه‌ریکا ۱۹۹۷ قضاوت کرده‌است.